# Nissan Cedric
La Nissan Cedric è un'autovettura di alta gamma a trazione posteriore prodotta dalla casa automobilistica giapponese Nissan Motor dal 1960 al 2004 in dieci serie.

## Contesto
La Cedric è stata lanciata dalla Nissan come concorrente dei modelli Prince Skyline e Gloria; dopo che la Prince Motor Company passò sotto la proprietà di Nissan nel 1967, tutti e tre i modelli continuarono a essere commercializzati per decenni, condividendo in seguito il pianale. 
Dagli anni ottanta del XX secolo, la Cedric e la Gloria diventarono sempre più simili, differenziandosi solo per dettagli nella griglia del radiatore oppure nelle luci posteriori. Nell'ottobre 2004, la Cedric e la Gloria vennero sostituiti dalla Nissan Fuga.
A Taiwan la Cedric fu lanciata nel 1964 venendo prodotta su licenza dalla Yulon Motor Company. Per questo mercato, la Cedric ricevette il nome di Yue Loong Victory rimanendo in produzione fino al 1987.

## La prima serie (30/31): 1960-1965

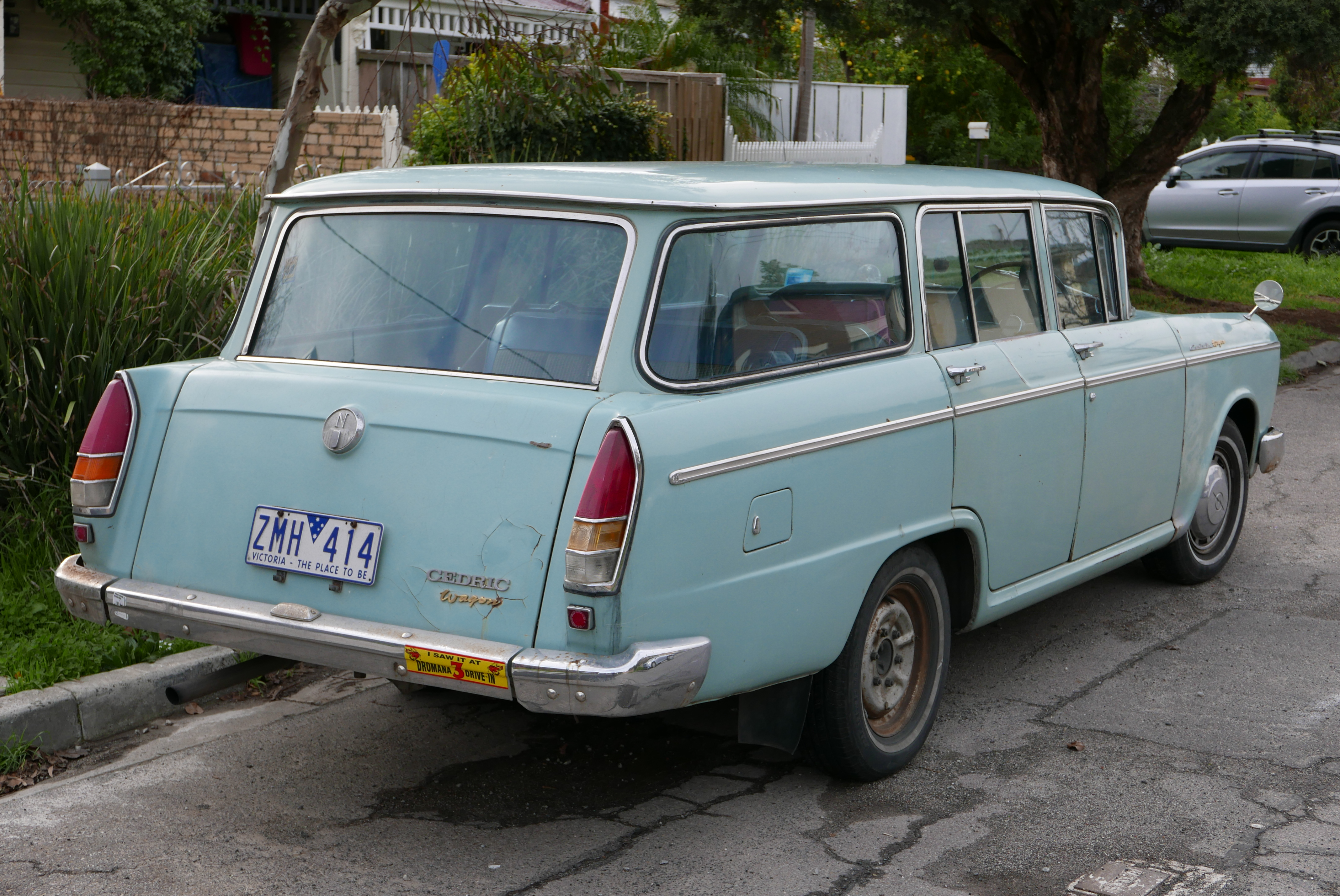
Una Nissan Cedric familiare prima serie del 1965

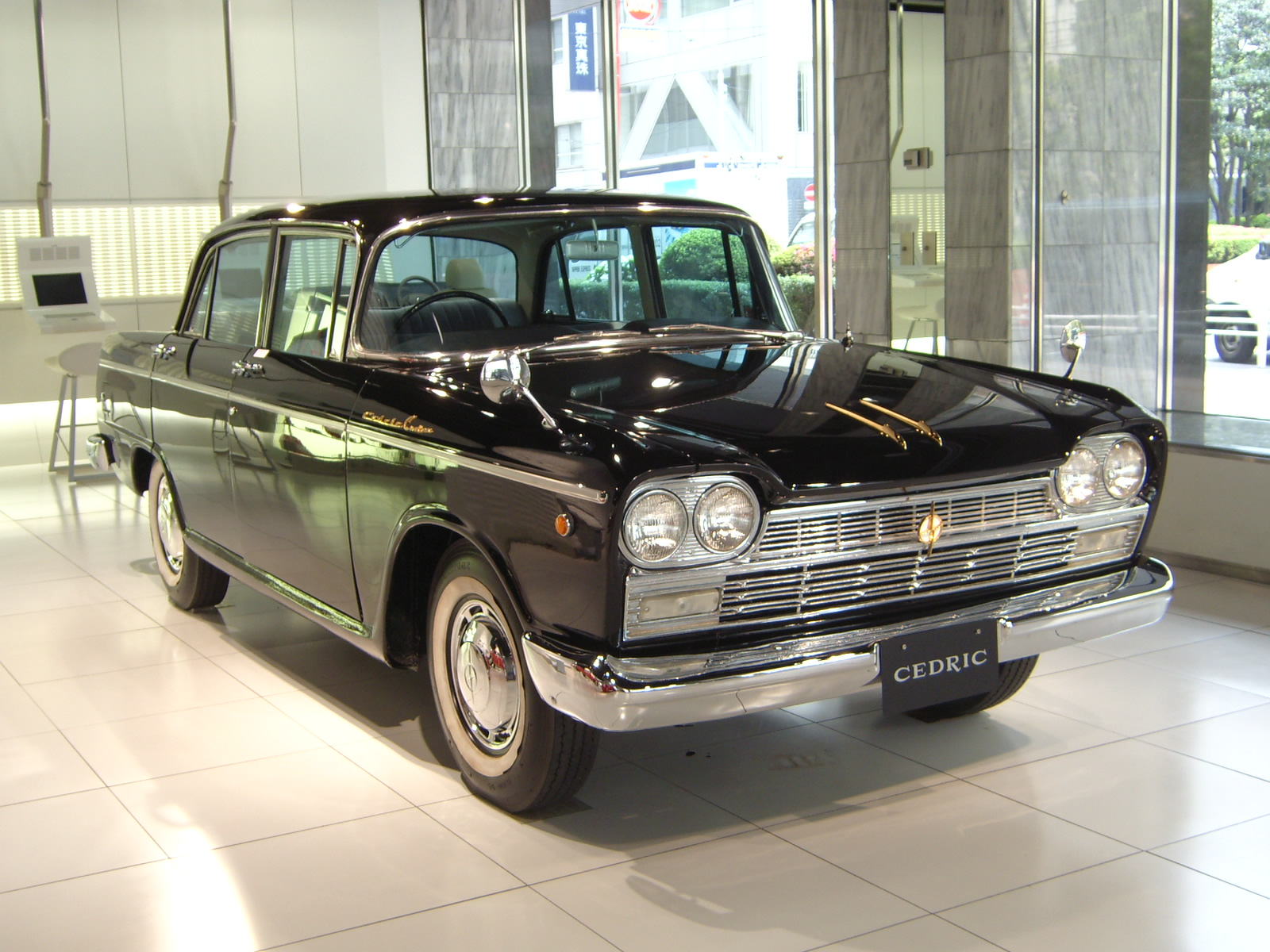
Una Nissan Cedric Custom prima serie

Nel 1960 fece il suo debutto la prima generazione della Cedric. Era una berlina quattro porte con scocca autoportante, trazione posteriore, freni a tamburo e assale rigido posteriore. Venne lanciata sul mercato per completare la gamma dell'azienda nella fascia alta. 
La prima motorizzazione offerta fu un propulsore anteriore a quattro cilindri da 1,9 L di cilindrata. In seguito furono presentate anche una variante familiare quattro porte e un motore a quattro cilindri da 1,5 L di cilindrata disponibile per la berlina. Era anche disponibile un motore diesel da 2 L. Dal 1962 si aggiunse alla gamma la berlina di lusso Cedric Custom, una variante meglio equipaggiata con passo allungato di 6 cm che venne dotata di un motore a sei cilindri in linea da 2,8 L di cilindrata. Il cambio era manuale a quattro rapporti oppure automatico BorgWarner a tre marce.
Era anche disponibile la Cedric Special, che venne prodotta dal 1963 al 1965 per competere con la Toyota Crown, la Isuzu Bellel, la Mitsubishi Debonair e la Prince Gloria, e che venne dotata dello stesso motore della Cedric Custom. 

## La seconda serie (P130): 1965-1971

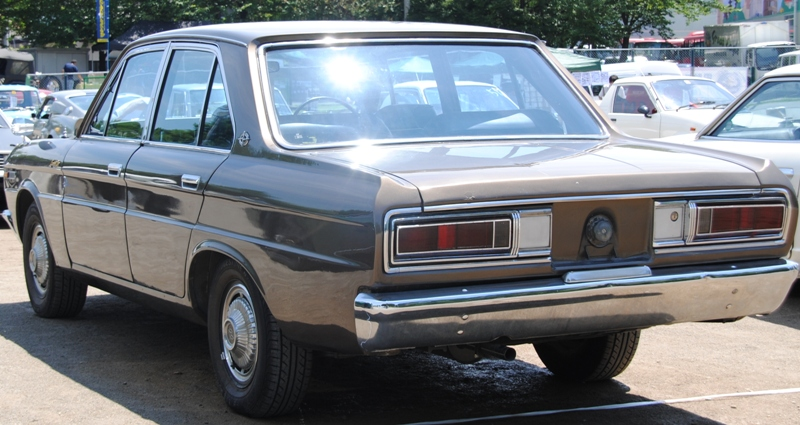
Il retro di una Nissan Cedric berlina seconda serie

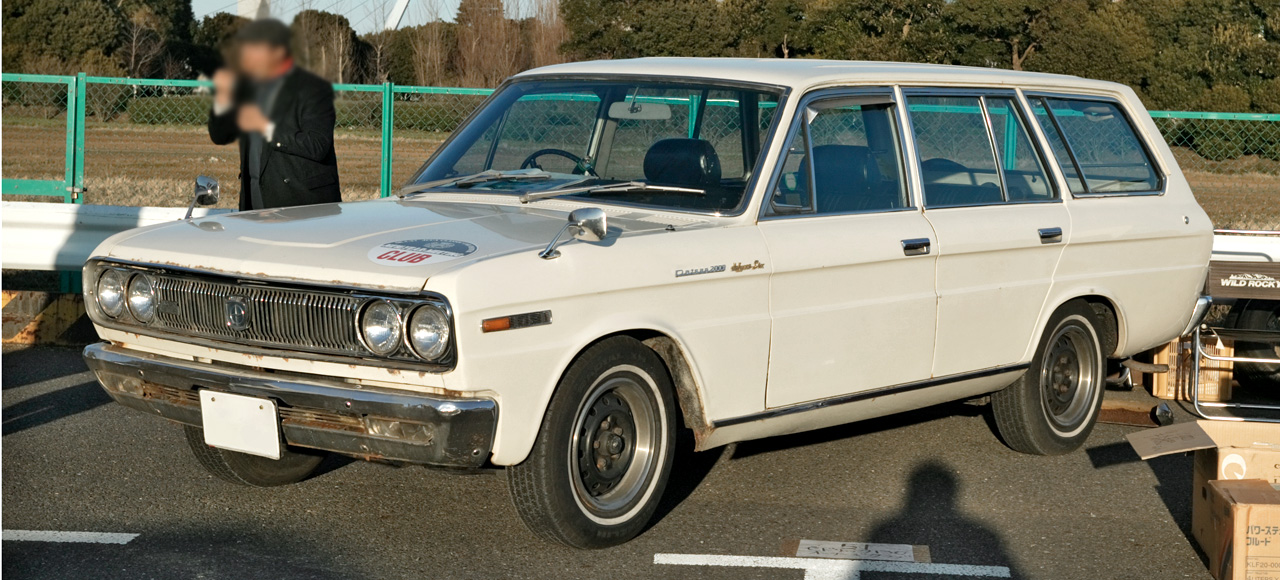
Una Nissan Cedric familiare seconda serie

La seconda generazione di Cedric, lanciata sul mercato nell'ottobre 1965, ebbe in dotazione una carrozzeria completamente nuova. La motorizzazione fu parzialmente aggiornata. Anche questa serie di Cedric era a trazione posteriore e motore anteriore.
La motorizzazione offerta era composta da un propulsore a quattro cilindri in linea da 2 L di cilindrata e 99 CV di potenza, da un motore a sei cilindri in linea da 2 L e 109 CV, da un motore a sei cilindri in linea da 2,3 L e 123 CV e da un motore a sei cilindri in linea da 2,4 L e 128 CV. Era anche disponibile un motore diesel da 2 L. Sulla versione utilizzata dalle forze di polizia era installato un motore da 4 L e 192 CV. Il cambio era manuale a quattro rapporti oppure automatico a tre marce.
Per i mercati esteri questa generazione di Cedric venne venduta con il nome Datsun 2000/2200/2300/2400 in base al motore installato. La Cedric Special venne sostituita dalla nuova Nissan President.

## La terza serie (230): 1971-1975

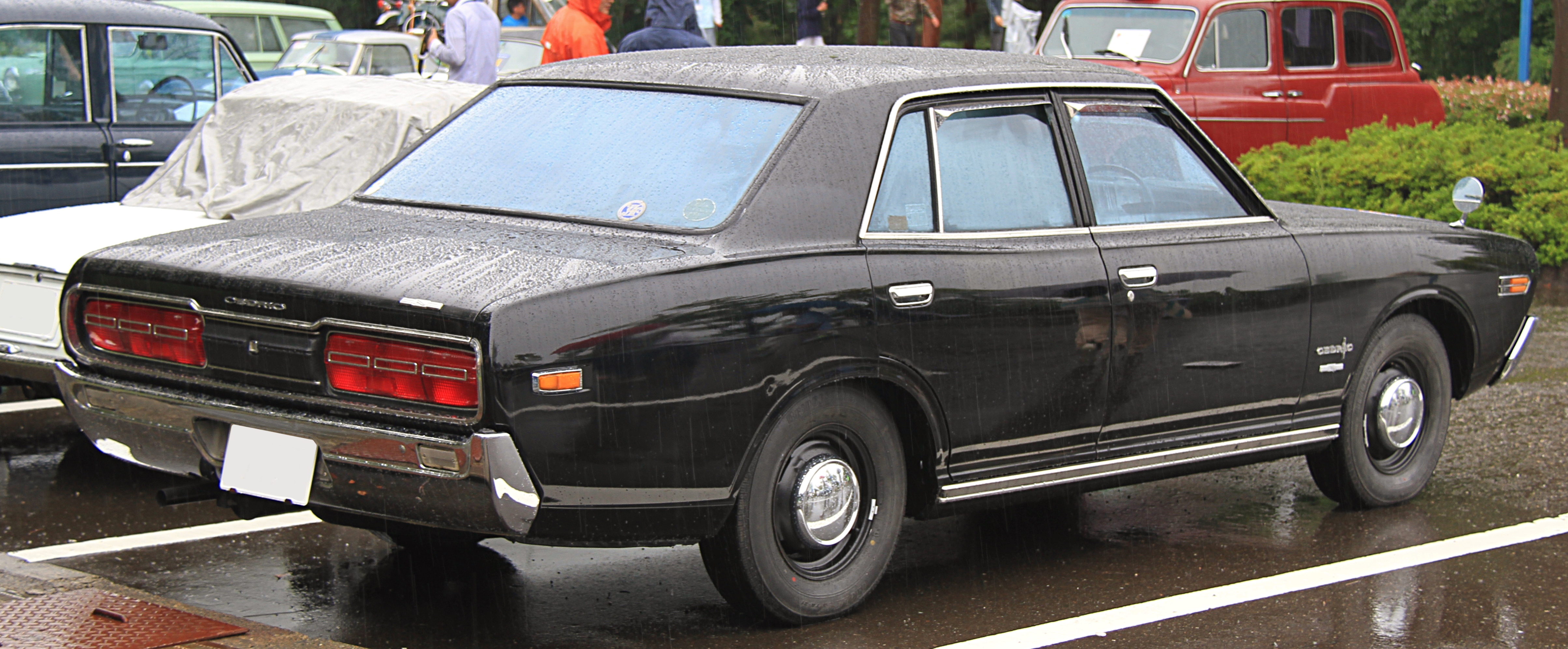
Il retro di una Nissan Cedric terza serie versione berlina del 1971

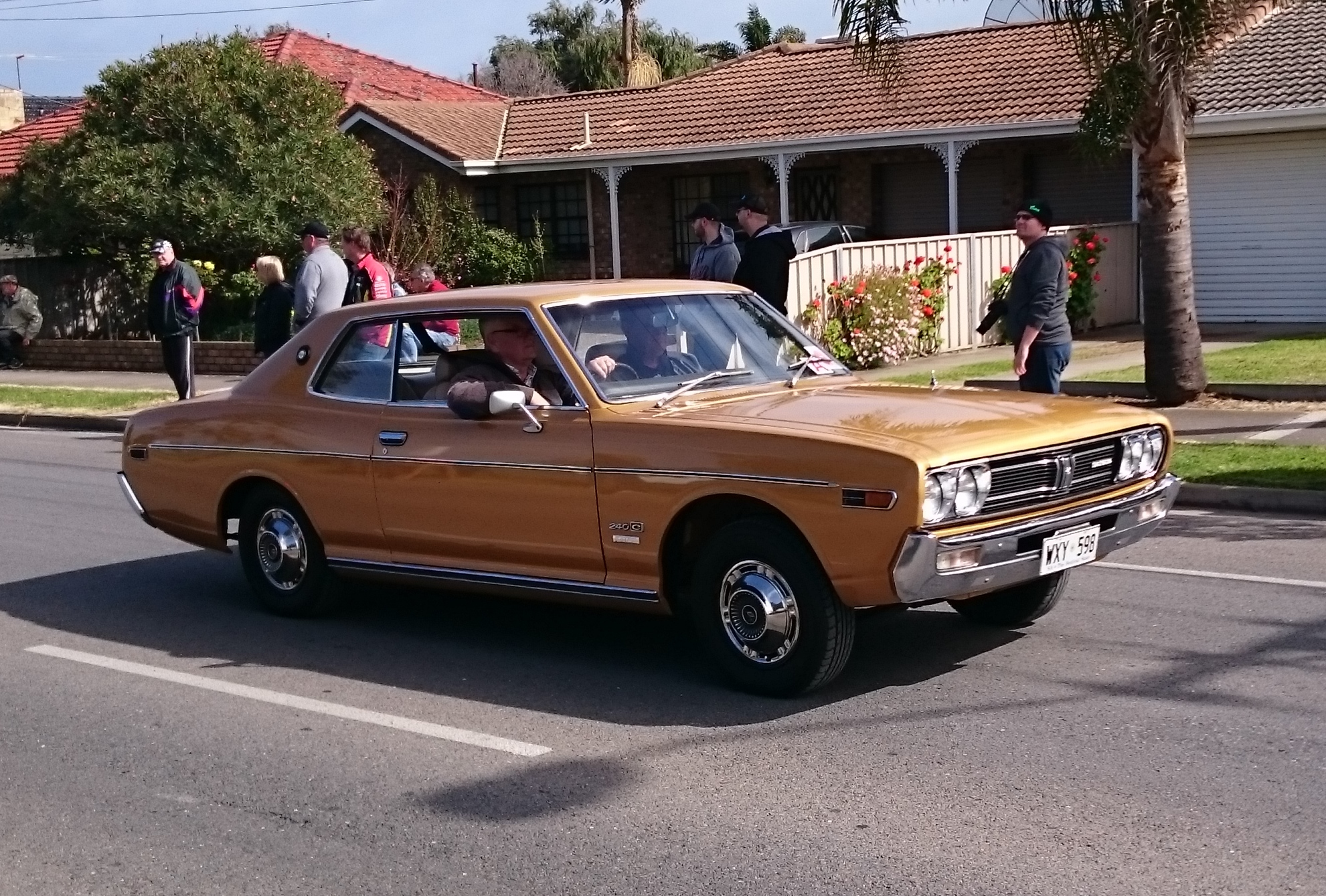
Una Nissan Cedric terza serie versione coupé

Nel febbraio 1971 la Nissan lanciò la nuova serie della Cedric, che era caratterizzata da una carrozzeria in stile americano. Questa serie di Cedric e la contemporanea quarta serie della Nissan Gloria erano quasi identiche a parte piccole differenze stilistiche. Anche questa serie di Cedric era a trazione posteriore e motore anteriore. Fu offerta in versione berlina quattro porte, coupé due porte e familiare quattro porte. Questo modello è stato esportato anche in alcuni paesi europei con il nome Datsun 220C/240C/260C.
La motorizzazione offerta era composta da un propulsore a quattro cilindri in linea da 2 L di cilindrata e 99 CV di potenza, da un motore a sei cilindri in linea da 2 L e 123 CV, da un motore a sei cilindri in linea da 2,4 L e 128 CV e da un motore a sei cilindri in linea da 2,6 L e 165 CV. Erano anche disponibili due motori diesel, rispettivamente, da 2 L e 60 CV e 2,2 L e 65 CV. Il cambio era manuale a quattro o cinque rapporti oppure automatico a tre marce.

## La quarta serie (330): 1975-1979

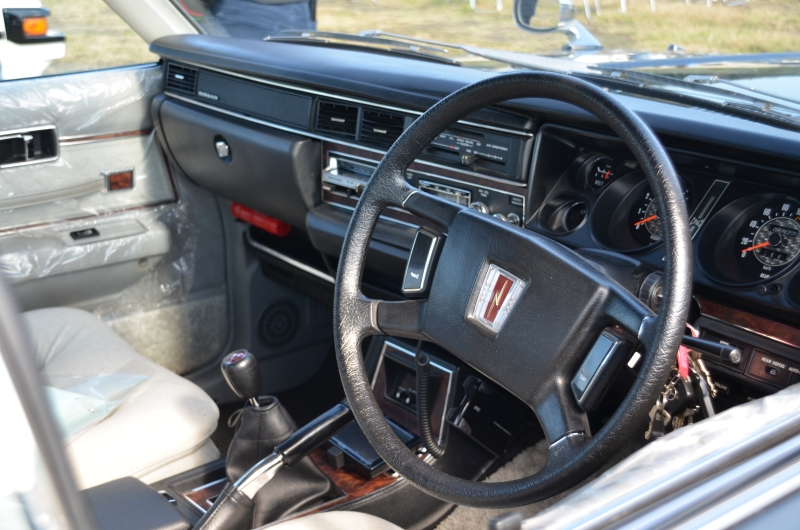
Gli interni di una Nissan Cedric quarta serie

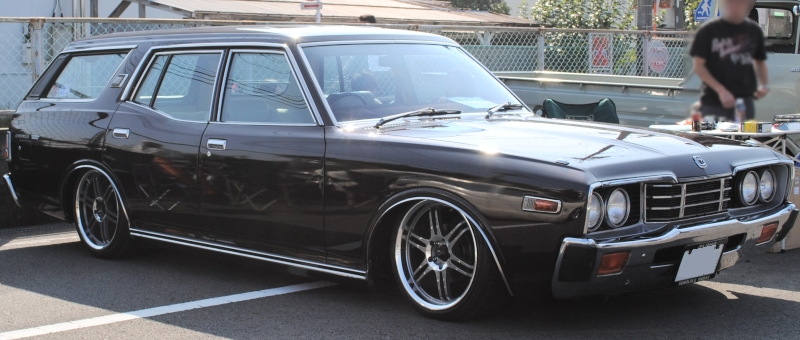
Una Nissan Cedric quarta serie versione familiare

Nel giugno 1975 la Nissan lanciò sul mercato la nuova generazione della Cedric, anch'essa caratterizzata da una carrozzeria in stile americano. Anche questa serie di Cedric era a trazione posteriore e motore anteriore. Fu offerta in versione berlina quattro porte, coupé due porte e familiare quattro porte. Il nome del modello per il mercato di esportazione era, a seconda del motore, Datsun 200C, 220C, 260C o 280C.
La motorizzazione offerta era composta da un propulsore a quattro cilindri in linea da 2 L di cilindrata e 99 CV di potenza, da un motore a sei cilindri in linea da 2 L e 123 CV, da un motore a sei cilindri in linea da 2,6 L e 165 CV e da un motore a sei cilindri in linea da 2,8 L e 120 CV. Il motore da 2,4 L della generazione precedente fu quindi sostituito dal citato propulsore da 2,8 L. Erano anche disponibili due motori diesel, rispettivamente, da 2 L e 60 CV e 2,2 L e 65 CV. Il cambio era manuale a quattro o cinque rapporti oppure automatico a tre marce.

## La quinta serie (430): 1979-1983

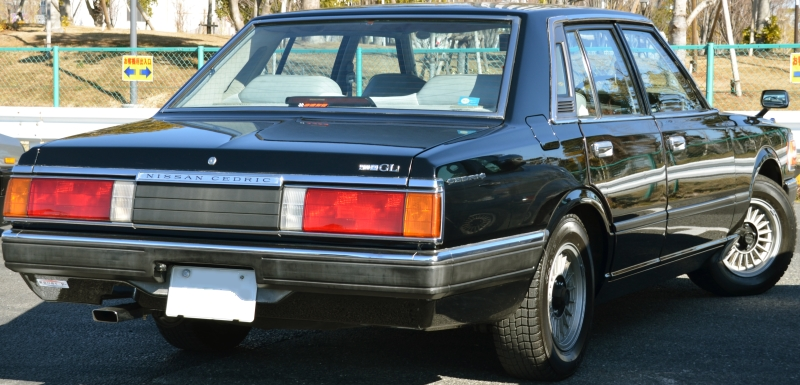
Il retro di una Nissan Cedric berlina quinta serie

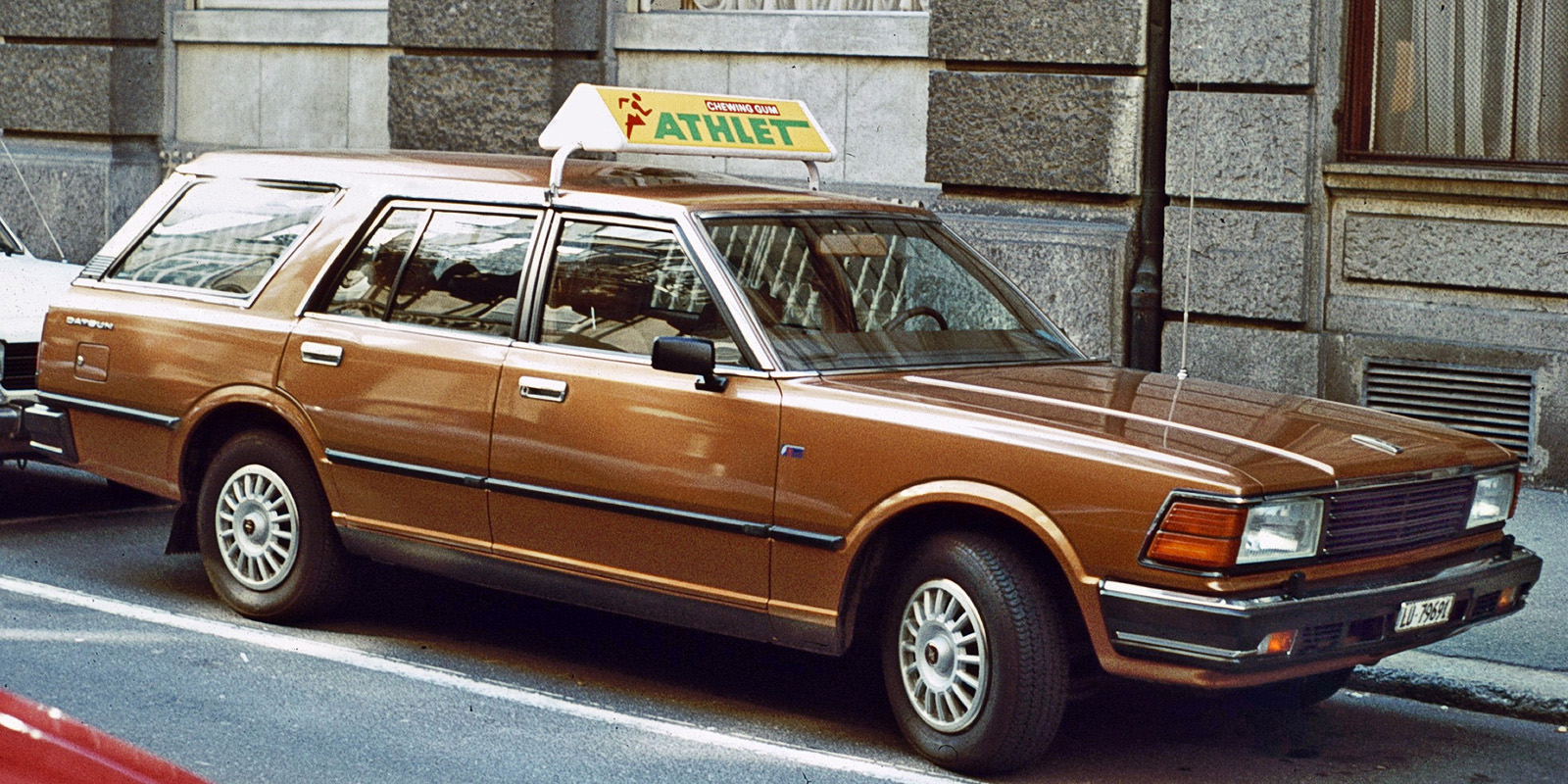
Una Nissan Cedric quinta serie versione familiare

Nel giugno 1979 la Nissan lanciò sul mercato la nuova generazione della Cedric, che era contraddistinta questa volta da una carrozzeria dalle forme squadrate, le quali erano assai in voga all'epoca. Anche questa serie di Cedric era a trazione posteriore e motore anteriore. Fu offerta in versione berlina quattro porte e familiare quattro porte. La versione coupé due porte, per questa generazione di Cedric, non fu più disponibile. Per la prima volta per la Cedric furono disponibili motori turbo. Il nome del modello per il mercato di esportazione era, a seconda del motore, Datsun 220C, 240C e 280C.
La motorizzazione offerta era composta da un propulsore a quattro cilindri in linea da 2 L di cilindrata e 99 CV di potenza (90 CV per il mercato interno), da un motore a sei cilindri in linea da 2 L e 123 CV, da un motore a sei cilindri in linea turbo da 2 L e 145 CV, da un motore a sei cilindri in linea da 2,4 L e 130 CV, da un motore a sei cilindri in linea da 2,6 L e 165 CV e da un motore a sei cilindri in linea da 2,8 L e 120 CV. Erano anche disponibili tre motori diesel, rispettivamente, a quattro cilindri in linea da 2 L e 60 CV e 2,2 L e 65 CV, e a sei cilindri in linea da 2,8 L e 91 CV. Il cambio era manuale a quattro o cinque rapporti oppure automatico a tre o quattro marce.

## La sesta serie (Y30): 1983-1987

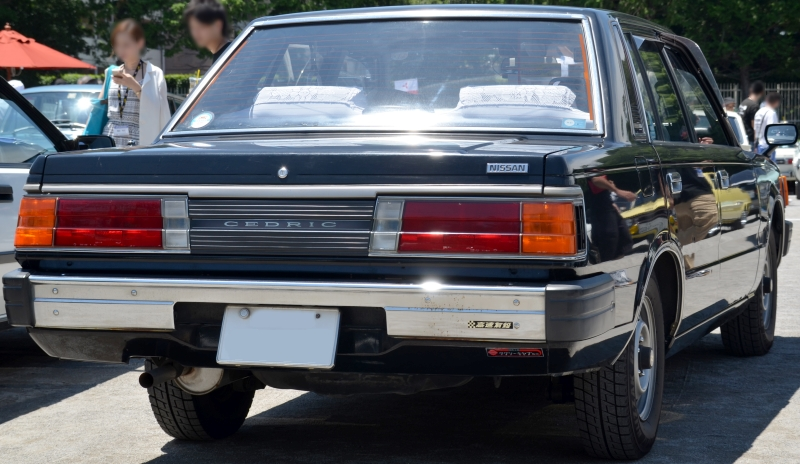
Il retro di una Nissan Cedric berlina sesta serie

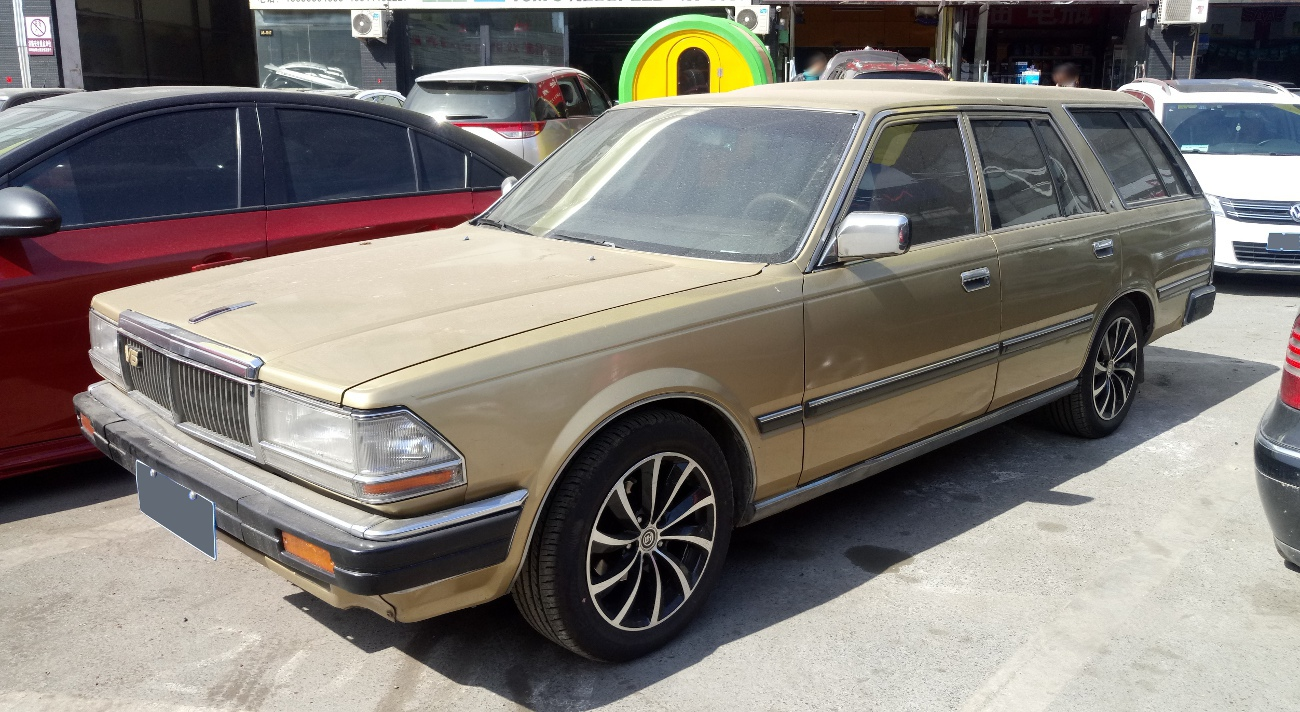
Una Nissan Cedric sesta serie versione familiare

La nuova generazione di Cedric, in commercio dal 1983, venne esportata in alcuni paesi europei con il nome di Nissan 300C. Anche questa serie di Cedric era a trazione posteriore e motore anteriore. Fu offerta in versione berlina quattro porte e familiare quattro porte. La familiare di questa generazione rimase in produzione fino al 1999, poiché per le successive generazioni di Cedric, a differenza che per la versione berlina, non fu previsto il suo aggiornamento.
Anche per questa generazione di Cedric furono anche disponibili motori turbo. La motorizzazione offerta era composta da un propulsore V6 da 2 L di cilindrata e 115 CV di potenza (170 CV la sua versione turbo) e da un motore V6 da 3 L e 153 CV (197 CV la sua versione turbo). Era anche disponibile un motore diesel a sei cilindri in linea da 2,8 L e 91 CV. Il cambio era manuale a quattro o cinque rapporti oppure automatico a tre o quattro marce.

## La settima serie (Y31): 1987-1991

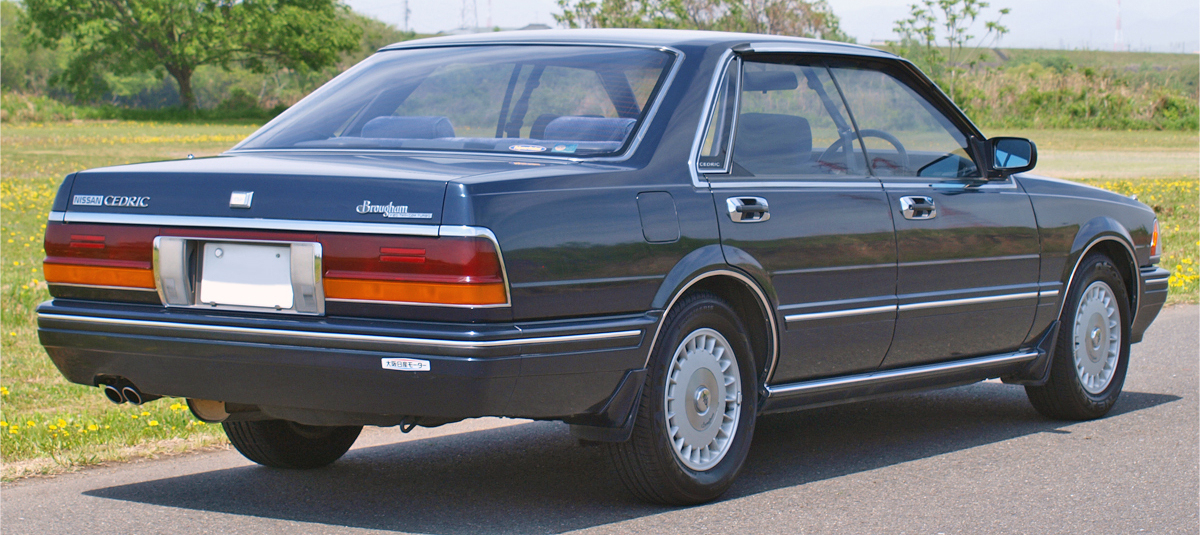
Il retro di una Nissan Cedric settima serie

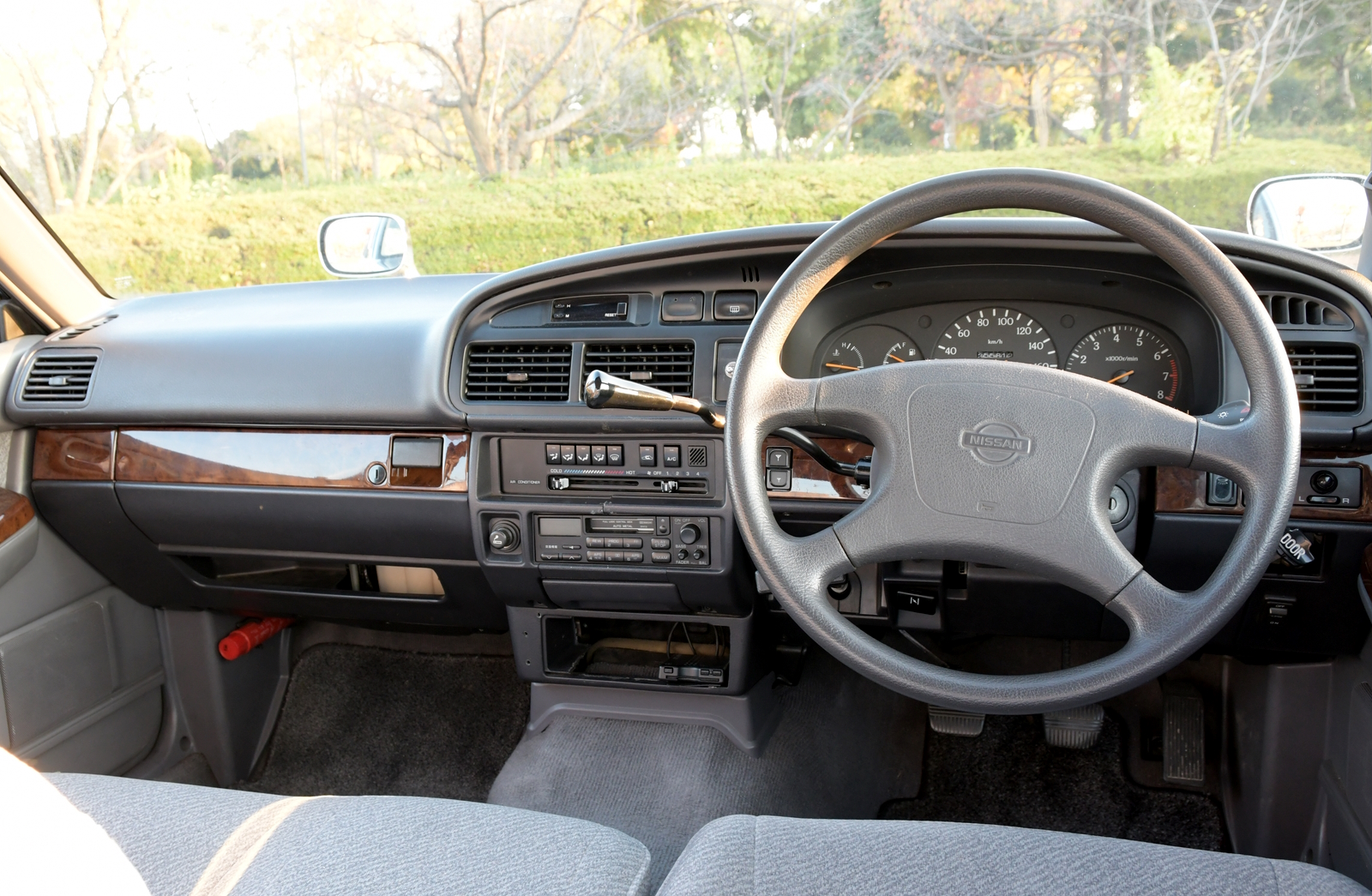
Gli interni di una Nissan Cedric settima serie

Con l'introduzione, nel giugno 1987, della sua settima generazione, la Cedric iniziò ad avere una linea più sportiva. A partire dalla Y31, la Cedric non fu più esportata in Europa. Il modernissimo cambio automatico a cinque velocità introdotto nel 1989 era molto innovativo per l'epoca. Anche questa serie di Cedric era a trazione posteriore e motore anteriore. Fu offerta solo in versione berlina quattro porte. Anche per questa generazione di Cedric furono anche disponibili motori turbo. 
La motorizzazione a benzina offerta era composta da un propulsore V6 da 2 L di cilindrata e 115 CV di potenza (207 CV la sua versione turbo e con distribuzione con doppio albero a camme in testa) e da un motore V6 da 3 L e 153 CV (197 CV la sua versione turbo). Era anche disponibile un motore V6 da 3 L con distribuzione con doppio albero a camme in testa, che erogava 190 CV (252 CV la sua versione turbo). Erano anche disponibili quattro motori diesel, tre a quattro cilindri in linea aventi, rispettivamente, 2,5 L, 2,7 L e 3,2 L di cilindrata (quest'ultimo disponibile solo in Indonesia), e un propulsore diesel a sei cilindri in linea da 2,8 L. 
Erano anche disponibili quattro motori GPL da 2 L e 89 CV, 2 L e 85 CV, entrambi a quattro cilindri in linea, un motore V6 da 2 L 85 CV e un motore a sei cilindri in linea da 2 L e 93 CV. Il cambio era manuale a quattro o cinque rapporti oppure automatico a quattro o cinque marce.

## L'ottava serie (Y32): 1991-1995

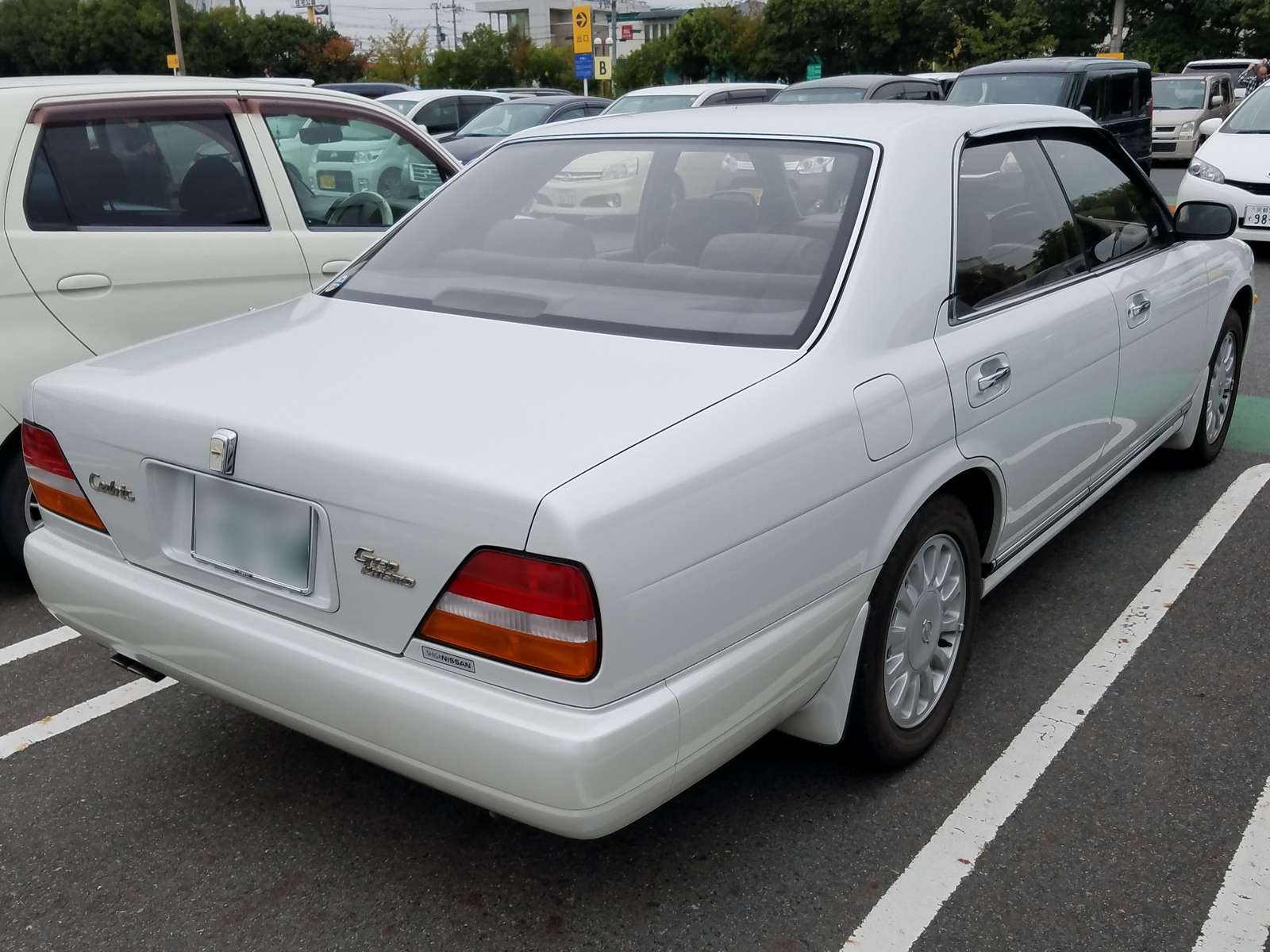
Il retro di una Nissan Cedric ottava serie

Con l'introduzione, nel giugno 1991, della sua ottava generazione, la Cedric ebbe in dotazione carrozzerie con una linea completamente rinnovata. Anche questa serie di Cedric era a trazione posteriore e motore anteriore. Fu offerta solo in versione berlina quattro porte. Anche per questa generazione di Cedric furono anche disponibili motori turbo. Il cambio era solo automatico a quattro o cinque marce. Il cambio manuale non fu infatti più disponibile a partire da questa generazione.
La motorizzazione a benzina offerta era composta da un propulsore V6 da 2 L di cilindrata e 115 CV di potenza e da un motore V6 da 3 L e 153 CV. Era anche disponibile un motore V6 da 3 L con distribuzione con doppio albero a camme in testa, che erogava 190 CV (252 CV la sua versione turbo). Era anche disponibile un motore diesel a sei cilindri in linea da 2,8 L.

## La nona serie (Y33): 1995-1998

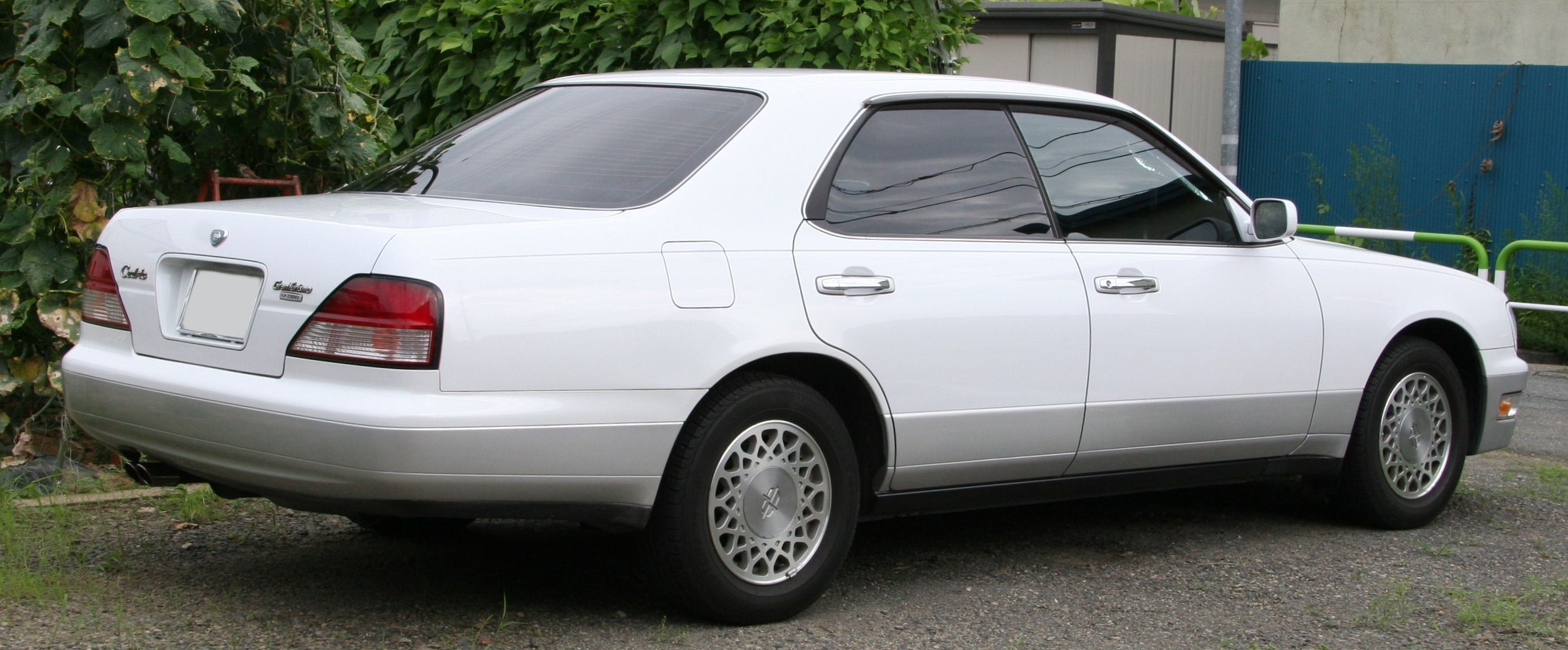
Il retro di una Nissan Cedric nona serie

Introdotta nel giugno 1995, la nona serie della Cedric ebbe in dotazione carrozzerie dalle linee aggiornate. Anche questa serie di Cedric era a trazione posteriore e motore anteriore. Fu offerta solo in versione berlina quattro porte. Anche per questa generazione di Cedric furono anche disponibili motori turbo. Il cambio era solo automatico a quattro marce. Il cambio automatico a cinque rapporti fu infatti tolto dai listini.
La motorizzazione a benzina offerta era composta da un propulsore V6 da 2 L di cilindrata e 148 CV di potenza, da un motore V6 da 2,5 L e 187 CV, da un motore V6 da 3 L e 153 CV e da un motore V6 da 3 L e 189 CV. Di quest'ultimo era anche disponibile un motore V6 da 3 L turbo che erogava 266 CV. Era anche disponibile un motore diesel a sei cilindri in linea da 2,8 L.

## La decima serie (Y34): 1999-2004

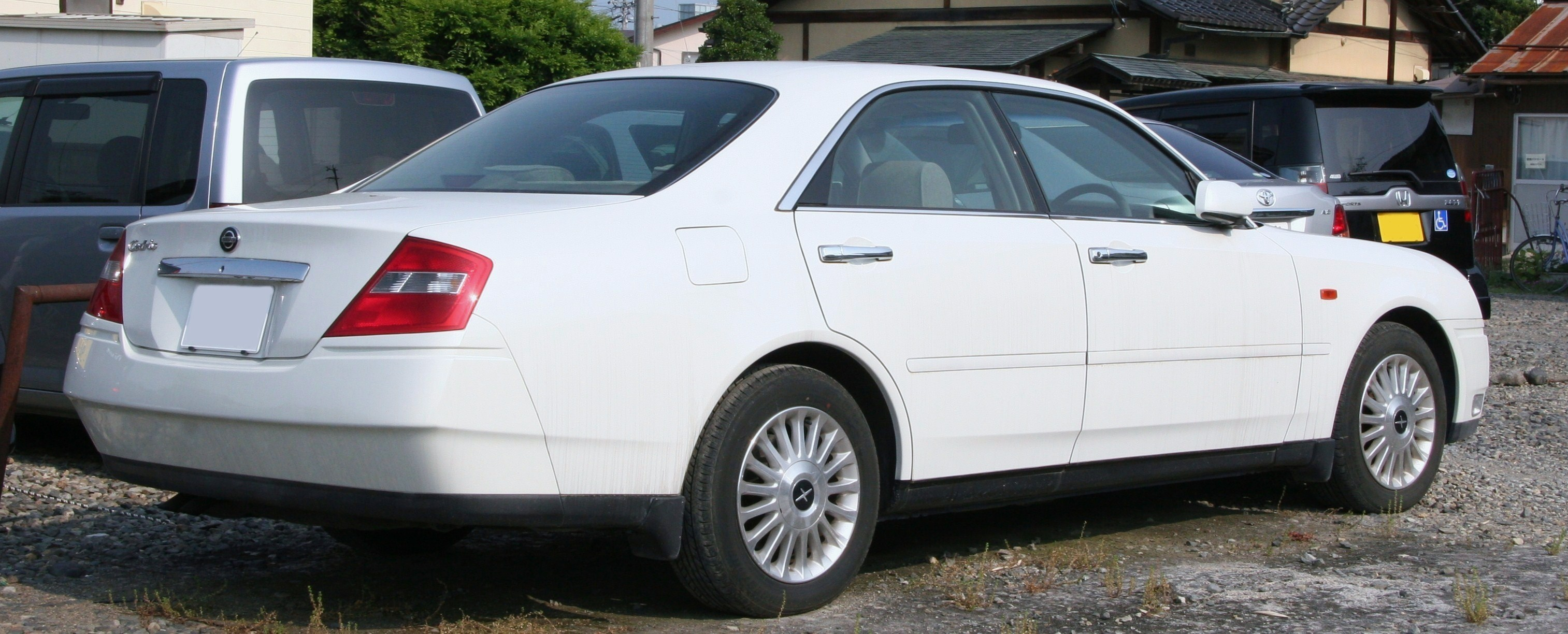
Il retro di una Nissan Cedric decima serie

Nel giugno 1999 comparve sui mercati la decima e ultima serie di Cedric. Nell'ottobre 2004 la produzione di Cedric cessò definitivamente. Fu offerta solo in versione berlina quattro porte. Anche questa serie di Cedric era a trazione posteriore e motore anteriore. Era anche disponibile la versione a trazione integrale. Anche per questa generazione di Cedric furono anche disponibili motori turbo. Il cambio era automatico a quattro marce.
La motorizzazione a benzina offerta era composta da un propulsore V6 da 2,5 L di cilindrata e 207 CV di potenza, da un motore a sei cilindri in linea turbo da 2,5 L e 250 CV, da un motore V6 da 3 L e 228 CV e da un motore V6 turbo da 3 L e 266 CV. Non erano più offerti motori diesel. Il motore turbo a sei cilindri in linea da 2,5 L era disponibile solo con la versione a trazione integrale.